# Renescure
Renescure – miejscowość i gmina we Francji, w regionie Hauts-de-France, w departamencie Nord.
Według danych na rok 1990 gminę zamieszkiwało 2221 osób, a gęstość zaludnienia wynosiła 117 osób/km² (wśród 1549 gmin regionu Nord-Pas-de-Calais Renescure plasuje się na 333. miejscu pod względem liczby ludności, natomiast pod względem powierzchni na miejscu 64.).
W Renescure znajdowała się jedna z pierwszych farm, które nabyło przedsiębiorstwo rodzinne Louisa Bonduelle-Dalle w 1861, w początkach historii koncernu Bonduelle.